# پورشه ۹۳۰
پورشه ۹۳۰ (Porsche ۹۳۰) خودرویی است که در سال‌های ۱۹۷۵ – ۱۹۸۹ ۲۱،۵۸۹ producedدر اشتوتگارت و آلمان تولید شده‌است.
این خودرو در کلاس خودرو اسپورت قرار گرفته، طراحی آن موتور عقب، توزیع نیروی پیشران بوده است.